# روث نورثواي
روث نورثواي OBE  (من مواليد فبراير 1961) هي ممرضة بريطانية وأكاديمية تمريض متخصصة في صعوبات التعلم. وهي أستاذة في مجال تمريض صعوبات التعلم في جامعة جنوب ويلز.

## سيرة
نورثواي، التي تنحدر من لانتريسانت في ميد غلامورجان، ويلز، ولدت في عام 1961 وتلقت تعليمها في مدرسة تينماوث جرامر. قررت أن تصبح ممرضة لأنها "استمتعت بالعمل مع الأشخاص ذوي الإعاقات التعلمية وكانت هذه أفضل طريقة يمكنها القيام بها"، وبعد ذلك قضت بعض الوقت كممرضة في مجال الإعاقة التعلمية. في عام 1989، بدأت في الانخراط في تعليم التمريض. في عام 1994، تخرجت من جامعة ويلز، نيوبورت، بدرجة الماجستير في العلوم الاقتصادية، وبدأت العمل في كلية الطب بجامعة ويلز (UWCM) كمحاضرة. في عام 1998، حصلت على درجة الدكتوراه من جامعة بريستول، مع أطروحتها "القمع في حياة الأشخاص ذوي صعوبات التعلم: دراسة تشاركية".
في عام 1999، انتقلت نورثواي من كلية التمريض بجامعة UWCM إلى جامعة غلامورجان، والتي اندمجت لاحقًا في جامعة جنوب ويلز (USW) في عام 2013. وباعتبارها جزءًا من الطاقم الأكاديمي في جامعة جنوب ويلز، أصبحت أول أستاذة في المملكة المتحدة في مجال تمريض صعوبات التعلم، وفي عام 2002، أصبحت قائدة وحدة الجامعة للتنمية في الإعاقات الفكرية والتنموية.
بصفتها أكاديميه، تتخصص نورثواي في صعوبات التعلم، والبحث العملي التشاركي، والحماية. تشمل إنجازاتها الأكاديمية في مجال تمريض صعوبات التعلم تطوير منتديات الإنترنت وتدريس فصول التعليم العالي في هذا المجال. في عام 2013، نشرت هي وروبرت جينكينز كتاب حماية البالغين في ممارسة التمريض. شغلت نورثواي أيضًا منصب أستاذ زائر في كلية التمريض بجامعة أولستر.
نورثواي عضو في اللجنة التحريرية لمجلة الإعاقات الفكرية، وكانت رئيسة تحرير المجلة سابقًا من عام 2013 إلى عام 2019. من عام 2003 إلى عام 2007، كانت محررة مجلة Learning Disability Practice. في عام 2011، أصبحت رئيسة جمعية أبحاث الكلية الملكية للتمريض.
كما ترأست نورثواي أيضًا المجموعة الاستشارية الوزارية المعنية بالإعاقة التعليمية داخل الحكومة الويلزية. كانت أحد أمناء مؤسسة Tenovus Cancer Care من عام 2011 إلى عام 2015.
تم انتخاب نورثواي كزميلة في الكلية الملكية للتمريض في عام 2003 - لتصبح ثاني ممرضة في مجال صعوبات التعلم يتم انتخابها - "لمساهماتها المتميزة في البحث في مجال تمريض صعوبات التعلم". أصبحت زميلة رئيسية في أكاديمية التعليم العالي في عام 2015. تم تعيين نورثواي ضابطًا في وسام الإمبراطورية البريطانية في تكريمات عيد الميلاد لعام 2016 لخدماته في مجال تمريض صعوبات التعلم. فازت نورثواي بجائزة كبار مسؤولي التمريض ' 2018 من مجلة Nursing Times للإنجاز مدى الحياة.  تم انتخاب نورثواي كزميل في جمعية ويلز العلمية في عام 2021.